# August Heinrich von Pachelbel-Gehag
August Heinrich von Pachelbel-Gehag (* 10. April 1795 in Stralsund; † 12. November 1857 in Karnin) war ein deutscher Offizier, Beamter und Gutsbesitzer.

## Leben
August Heinrich von Pachelbel-Gehag wurde als Sohn des Heinrich Christian Friedrich von Pachelbel-Gehag, erster Regierungspräsident im preußischen Regierungsbezirk Stralsund, und dessen Ehefrau Marie Charlotte, geb. von Sodenstern, geboren. Sein Bruder war Wilhelm Carl Friedrich von Pachelbel-Gehag (* 1. März 1793; † 10. Dezember 1837); seit 1800 Sergeant beim Engelbrechten’schen Infanterieregiment in Stralsund; später Major.
Bis zu seinem 11. Lebensjahr erhielt er gemeinsam mit seinem Bruder seine Schulbildung im elterlichen Haus beim Hauslehrer Karl Lappe, später Pastor und Dichter in Pütte, und begann im März 1806 als Kadett der Militärakademie in Berlin, die sein Bruder gerade abgeschlossen hatte; er wurde dort zum Stuben-Unteroffizier befördert. 1808 beendete er die dortige Ausbildung mit dem Zeugnis zum Portepee-Fähnrich und besuchte anschließend für sechs Monate das Gymnasium Stralsund und bis 1810 die Universität Greifswald, um Kriegs- und Kameralwissenschaften zu studieren, hierbei überwog das Studium der Kameralwissenschaften, weil er bereits zu diesem Zeitpunkt beabsichtigte, sich auf die Forstverwaltung vorzubereiten.
Im Herbst 1810 wurde er zum Fahnenjunker ernannt und trat als solche in das Infanterieregiment des Oberst Hermann von Engelbrechten in Stralsund ein. Am 26. Februar 1811 erfolgte die Beförderung zum Stabsfähnrich und im gleichen Jahr wurde ihm die Stelle des Adjutanten übertragen.
Im Januar 1812 erfolgte die Besetzung von Schwedisch-Pommern durch das französische Heer unter dem Befehl des Marschall Louis-Nicolas Davout; im März wurden die dort stehenden königlich-schwedischen Truppen entwaffnet und diese zu Kriegsgefangenen erklärt, hiervon war auch das Engelbrechten'sche Regiment betroffen. August Heinrich von Pachelbel-Gehag wurde gemeinsam mit den anderen Offizieren des Regiments im Juli 1812 erst nach Stettin und im August desselben Jahres nach Frankreich auf die Festung nach Blois gebracht. Weil der Kommandant den Kriegsgefangenen sehr viele Freiheiten gewährte, konnte er mit seinem Bruder Quartier beim Ehepaar Blandeau beziehen, mit diesen blieb er bis in das hohe Alter in brieflicher Verbindung. Durch den Frieden von 1814 kam er wieder in Freiheit und kehrte nach fast zwei Jahren wieder nach Stralsund zurück.
Nach seiner Rückkehr besuchte er zunächst die Forstakademie Dreißigacker, die unter dem Direktorat von Johann Matthäus Bechstein stand und sechs Monate später ging er an die Großherzoglich-Sächsische Forstlehranstalt Eisenach in Ruhla; dort war Gottlob König Direktor der Anstalt. Am 8. Mai 1815 wurde August Heinrich von Pachelbel-Gehag vom schwedischen König Karl XIII. zum Forstmeister ernannt und erhielt die Zusicherung die Stelle des Stralsunder Oberförster Stühmer später übernehmen zu können.
Am 5. Juli 1815 wurde er auf eigenen Wunsch aus der schwedischen Armee als Leutnant verabschiedet und am 15. September 1815 als Oberförster vereidigt; um seine Ausbildung zu vertiefen blieb er jedoch noch bis März 1816 in Ruhla.
Nach seiner Rückkehr nach Stralsund war inzwischen Neuvorpommern von Schweden an Preußen übergeben worden, hierbei blieben die vorhandenen Beamten größtenteils auf ihren Dienstposten und so kam er als Substitut zum Oberförster Stühmer und damit in den preußischen Staatsdienst. Gleichzeitig wurde er Leutnant in dem neu gebildeten vorpommerschen Landwehrbataillon. Die Forste in Neu-Vorpommern war in zwei Inspektionen aufgeteilt, denen jeweils ein Oberförster vorstand. Die oberste Leitung der gesamten Forstverwaltung lag während der schwedischen Regierungszeit in den Händen des Oberjägermeisters, dem die beiden Oberförster unmittelbar unterstanden. Nach der Übernahme durch die preußische Regierung wurde diese Organisation vorerst beibehalten. Zum Inspektionsbereich des Oberförster Stühmer gehörte auch das Revier Rügen, das August Heinrich von Pachelbel-Gehag nun zugewiesen bekam. Noch im Jahr 1816 wurde Oberförster Stühmer von seinen Geschäften entbunden und die Verwaltung der Inspektion wurde gänzlich auf August Heinrich von Pachelbel-Gehag übertragen.
Am 22. Oktober 1817 wurde er, unter Belassung seiner Stellung als Oberförster, zum Forstassessor bei der Regierung in Stralsund ernannt und im folgenden Jahr, als sein Onkel Oberjägermeister Friedrich Wilhelm von Sodenstern aus dem Staatsdienst ausschied, wurde ihm die Verwaltung von dessen Forstrat-Stelle übertragen. Eine seiner ersten Aufgaben war die Ausarbeitung eines Planes zur Organisation der Forstverwaltung, wie sie bereits in den älteren Provinzen üblich war. Nach der persönlichen Vorstellung des Planes im Finanzministerium wurde dieser dann gebilligt, so dass nun in Neuvorpommern sechs Oberförstereien eingerichtet wurden; er selber übernahm die Geschäfte des Forstrates und des Oberforstbeamten im Regierungskollegium in Stralsund.
Bei Jagdausflügen gemeinsam mit dem damaligen Kronprinzen und späteren König von Preußen, Friedrich Wilhelm IV., gewann er dessen Gunst und Förderung.
Das königliche Ministerium der geistlichen Unterrichts- und Medizinal-Angelegenheit der Universität Greifswald sah sich veranlasst, die Verwaltung der Güter und Forste der Hochschule einer genauen Prüfung zu unterwerfen und diese Arbeit an August Heinrich von Pachelbel-Gehag zu übertragen. Nach Abschluss der Arbeit führt dies in der Folge dazu, dass er mit Genehmigung des königlichen Finanzministeriums, anfangs unter der Aufsicht des damaligen Ober-Forstmeister Karl Friedrich Christian von Thadden in Stettin, zusätzlich die Leitung der akademischen Forstverwaltung, gegen eine jährliche Vergütung, übertragen bekam.
Am 28. August 1819 wurde er zum Premierlieutenant und Kompagnieführer in der Landwehr ernannt.
Im Jahr 1821 wurde er zu den im November in Stettin unter dem Vorsitz des damaligen Oberpräsidenten Johann August Sack gehaltenen Beratungen über den Entwurf einer neuen Forstordnung zugezogen; am 27. Dezember desselben Jahres zum Forstinspektor, am 11. April 1822 zum königlich preußischen Forstmeister und am 18. Juni 1826 zum Regierungs- und Forstrat mit der Anciennität vom 8. Oktober 1825 ernannt.
1825 wurde er zum Hauptmann im 2. Landwehr-Infanterieregiment ernannt.
Am 26. Juni 1827 wurde er durch allerhöchste Kabinettsordre zum Oberforst-Beamten bei der Regierung im westfälischen Arnsberg ernannt. Gemeinsam mit seiner Familie bezog er im Haus Obereimer in Arnsberg, in dem sich auch das Forstamt befand, seine Wohnung. Am 21. Januar 1833 erhielt er den Charakter eines Oberforstmeisters. 1837 wurde sein Wirkungskreis durch eine Verfügung von Johann Philipp von Ladenberg noch erweitert, weil die Stelle des Oberforstbeamten bei der königlichen Regierung in Münster nicht besetzt war und er diese zusätzlich übernehmen musste.
Aufgrund der Vielzahl seiner Aufgaben bat er um die Verabschiedung aus dem Dienst bei der Landwehr, dies wurde ihm am 10. März 1837 gewährt und er wurde als Major verabschiedet.
1839 wurde bei der Regierung in Potsdam vorübergehend eine zweite Oberforstmeister-Stelle eingerichtet, um den damaligen Oberforstmeister zu entlasten, die August Heinrich von Pachelbel-Gehag am 11. Juni 1839 zugewiesen bekam; am 6. August wurde er von dem damaligen Oberpräsidenten Friedrich Magnus von Bassewitz in sein Amt im Regierungs-Kollegium eingeführt. Am 21. Oktober 1839 wurde er dazu noch zum Mitglied des königlichen Hofjagdamtes ernannt.
Im Regierungsbezirk Potsdam gab es fünf Inspektionen mit 37 Oberförstereien, dazu eine sechste Inspektion mit drei Revieren, die später unter die königliche Hofkammer zur Verwaltung der königlichen Familiengüter gestellt wurde. August Heinrich von Pachelbel-Gehag erhielt die Inspektionen Berlin, Neustadt und Zehdenick zugewiesen und als sein älterer Amtsgenosse 1841 an die Regierung nach Merseburg versetzt wurde, erhielt er die gesamte Forstverwaltung des ganzen Regierungsbezirkes.
1840 plante König Friedrich Wilhelm IV. die um Potsdam gelegenen Forste in Harmonie zu bringen, einen Teil des zwischen Potsdam und Werder gelegenen königlichen Forstes, die sogenannte Pirschheide, zu einem Wildpark umzugestalten, und zwischen Charlottenhof und dem Neuen Palais eine Fasanerie anzulegen. Hierzu erhielt August Heinrich von Pachelbel-Gehag den Auftrag entsprechende Pläne auszuarbeiten, die später vom König gebilligt wurden. Bereits nach zwei Jahren waren die Arbeiten zum Wildpark großteils abgeschlossen und es befanden sich dort 200 bis 300 Hirsche.
Er widmete sich auch den Aufgaben des Hofjagdamtes sowie des Parforcejagd-Vereins, dem der Prinz Carl von Preußen eine besondere Aufmerksamkeit schenkte. Die durchgeführten Hofjagden fanden immer zur Zufriedenheit des Königs und der Teilnehmer statt, so dass er die Organisation dieser Jagden in seinen von ihm verwalteten Forsten selbständig durchführte. Am 1. Mai 1844 wurde er zum Hofjägermeister ernannt und am 3. März 1845 ließ der König durch den Minister des königlichen Hauses, Anton zu Stolberg-Wernigerode, seine Zufriedenheit über die Behandlung der Jagdreviere sowie die Leitung der Jagden aussprechen.
1847 starb sein Onkel, der Hofmarschall und Oberjägermeister a. D. Friedrich Wilhelm von Sodenstern, und er erbte die Karniner Güter, auf welche sein Vater bereits 1799 einen Lehnanwartschaftsbrief von der Krone Schwedens erhalten hatte.
Am 9. Februar 1849 bat er aus gesundheitlichen Gründen um seine Versetzung in den Ruhestand, dieses Gesuch wurde am 20. Februar 1849 durch den damaligen Finanzminister, Rudolf von Rabe, abgelehnt. Mit Kabinettsordre vom 5. Mai 1849 wurde ihm, nach dem Abgang des Oberjägermeisters Heinrich zu Carolath-Beuthen, die Leitung der Verwaltung des Hofjagdamtes übertragen. Am 28. Februar 1850 bat er erneut um seinen Abschied, auch dieses Gesuch sowie die weiteren in den folgenden Jahren wurden abgelehnt.
Am 1. Januar 1852 wurde er durch den König zum Vize-Oberjägermeister ernannt und erst am 12. März 1853 wurde ihm der erbetene Abschied in die Pension vom Amt des Oberforstmeisters gewährt, allerdings blieb er in seiner Stellung beim Hofjagdamt und damit auch in der Verwaltung des Wildparks.
Im Jahr 1854 konnte er bereits nur noch von seinem Zimmer aus die Geschäfte des Hofjagdamtes besorgen und im Sommer 1855 besuchte er, bereits an beiden Füßen gelähmt, das Bad Rehme, allerdings ohne heilende Wirkung, so dass er sich genötigt sah, sich von allen Geschäften zurückzuziehen. Am 30. November 1855 wurde er endlich auf seinen Wunsch hin vom Amt als Vize-Oberjägermeister und Chef des Hofjagdamtes entbunden, hierbei erhielt er sowohl den Charakter eines Wirklichen Geheimen Rates mit dem Prädikat Exzellenz.
Er war nach den alten genealogischen Quellen der Gothaischen Hofkalender Gutsherr auf Karnin und erwarb das Gutsareal Zimckendorf mit Nienhöfen (später Gehag) sowie Vorwerk Borgwall im Kreis Franzburg.

## Familie
Am 23. November 1821 heiratete er Charlotte Agnese Helene (* 16. Mai 1804; † 3. November 1869), Tochter des Kammerherrn Baron Philipp Carl Ludwig Schoultz von Ascheraden (1756–1826), Herr auf Schmantewitz und Nehringen und Schwester von August Ludwig Schoultz von Ascheraden, preußischer Missionschef im Königreich Dänemark. Gemeinsam hatten sie drei Söhne und drei Töchter, von denen jedoch eine bereits im Kindesalter verstarb. Seine verbliebenen Kinder waren:
- Friedrich von Pachelbel-Gehag, Rittmeister a. D.;
- Carl von Pachelbel-Gehag, Hauptmann im 1. Garde-Regiment zu Fuß;
- Hugo von Pachelbel-Gehag, kaiserlich österreichischer Kadett im 15. Jäger-Bataillon;
- Olga von Pachelbel-Gehag (1827–1898),[4] verheiratet mit Hans von Funcke (1822–1892), auf Schloss Löbnitz (Kreis Delitzsch);[5]
- Laura von Pachelbel-Gehag, verheiratet mit Danko von Funcke.

## Ehrungen
Am 18. Januar I836 erhielt er den Königlich Preußischen St. Johanniter-Orden als Ordensverleihung und wurde, nach Neugründung der Kongregation 1852/53, somit Ehrenritter dieses Ordens.
Am 18. Januar 1841 erhielt er den Roten Adlerorden 4. Klasse und am 18. Januar 1843 die 3. Klasse mit der Schleife sowie 1850 die Verleihung des Roten Adlerordens 2. Klasse, hierzu kam am 30. Dezember 1853 die Verleihung des Sterns zum Roten Adlerorden 2. Klasse mit Eichenlaub.
Der König ließ ihm zu Ehren zwei Hirsche aus Bronze im Schlosspark von Karnin als bleibendes Andenken aufstellen. Die beiden Bronzehirsche vom Eingang des Schlossparkes wurden zuletzt von Zeugen in der sowjetischen Kommandantur in Neubrandenburg gesehen.